# Animal Crossing: Wild World
Animal Crossing: Wild World (kurz: ACWW, japanisch おいでよ　どうぶつの森, Oideyo Dōbutsu no Mori, deutsch etwa „Komm her! Wald der Tiere“) ist eine von Nintendo stammende Lebenssimulation für den Nintendo DS, die zur Videospielreihe Animal Crossing gehört. Es erschien am 23. November 2005 in Japan und am 31. März 2006 in Europa. Am 19. November 2015 wurde das Spiel zudem für die Virtual Console der Wii U veröffentlicht.

## Spielprinzip
Zu Beginn des Spiels wird der Spieler von Käpten in sein zukünftiges Dorf gefahren. Dabei werden einem diverse Fragen gestellt, durch die man Spieler- und Dorfnamen bestimmen muss. Zudem wird auch die Position des eigenen Hauses im zukünftigen Dorf bestimmt. Im Dorf angekommen betritt man zunächst das Rathaus. Dort erläutert Pelly, die Assistentin des Bürgermeisters, die wichtigsten Funktionen, zeigt dem Spieler die Karte und teilt dem Spieler mit, wo sich das eigene Haus befindet und rät dazu, es aufzusuchen. Hat man sein Haus betreten und wieder verlassen, begegnet man dort Tom Nook. Er berichtet einem, dass er für den Bau des Hauses zuständig war und verlangt dafür 19.800 Sternis (Spielgeld) vom Spieler. Da der Spieler zu diesem Zeitpunkt noch über kein Geld verfügt, bietet er einem einen Teilzeitjob in seinem Laden an, den der Spieler annehmen muss. Der Teilzeitjob besteht darin, diverse Aufgaben auszuführen und dadurch die Steuerung sowie die weiteren Bewohner der Stadt näher kennenzulernen. Durch das verdiente Geld lassen sich 1400 Sternis des Kredits zurückzahlen.
Um den restlichen Anteil der Schulden zu begleichen, stehen dem Spieler zahlreiche Möglichkeiten zur Verfügung. Er kann mithilfe einer Angel Fische im Fluss, den Seen oder im Meer angeln, mit einem Kescher Insekten jagen, Früchte von Bäumen sammeln, Handel mit Rüben treiben oder weitere Gegenstände sammeln und verkaufen. Alle Gegenstände lassen sich in Tom Nooks Laden verkaufen. Sind die 19.800 Sternis abbezahlt, schlägt Tom Nook dem Spieler eine Vergrößerung seines Hauses vor, für die ein neuer Kredit aufgenommen werden kann. Es sind zahlreiche Erweiterungen des eigenen Hauses möglich. Insgesamt kann man sein Haus sechsmal erweitern.
Neben der Abzahlung der Kredite kann der Spieler dem Museum des Dorfes dabei helfen, die Fossilien-, Insekten- und Fisch-Sammlung zu vervollständigen. Zudem besteht die Möglichkeit, in der Schneiderei neue Oberteile, Hosen, Röcke, Kleider und Kopfbedeckungen zu kaufen und sich damit individuell zu kleiden. Und wenn man sich neue Möbelstücke für sein Haus kaufen möchte, kann man Tom Nooks Laden besuchen. Er verkauft Werkzeuge und Möbel.
Tom Nook kann auch seinen Laden erweitern. Sobald eine bestimmte Anzahl an Sternis in Tom Nooks Laden ausgegeben wurde, expandiert Tom Nook bis zu viermal. Die erste Ladenstufe, die er ganz am Anfang des Spiels hat, ist „Nook’s Laden“. Die zweite Stufe ist „Super Nook“, die Dritte Ladenstufe „Mega Nook“ und die vierte und letzte Ladenstufe ist „Hyper Nook“.  Um zu sehen, wie viele Sternis man insgesamt in diesem Laden schon ausgegeben hat, steht das Punktesystem für den Spieler zur Verfügung. 1 Punkt sind umgerechnet 100 Sternis die ausgegeben wurden. Das Punktesystem wird in Rängen aufgeteilt. Wenn man eine bestimmte Punktzahl erreicht hat, steigt man einen Rang auf. Sobald man einen Rang erreicht, bekommt der Spieler mit der Post ein Modell von Tom Nooks Laden. Alle vier Ladenstufen kann man je nach Punktzahl als Miniaturmodell im Spiel bekommen. 
Über eine Internet-Verbindung mit der Nintendo Wi-Fi Connection bestand die Möglichkeit, andere Spieler in ihren Dörfern zu besuchen oder sich von ihnen besuchen zu lassen. Der Dienst wurde am 20. Mai 2014 eingestellt.